# HD 105841
HD 105841，又名CP-60 3812，SAO 251778、HR 4634，是一颗恒星，视星等为6.08，位于銀經298.1，銀緯1.22，其B1900.0坐标为赤經12h 5m 50.4s，赤緯-60° 1.22′ 14″。